# Rutidea insculpta
Rutidea insculpta är en måreväxtart som beskrevs av Gottfried Wilhelm Johannes Mildbraed och Diane Mary Bridson. Rutidea insculpta ingår i släktet Rutidea och familjen måreväxter. Inga underarter finns listade i Catalogue of Life.